# Plejlstang
En plejlstang er en del af en forbrændingsmotor eller kompressor der sidder mellem stemplet og krumtapakslen. Plejlstangen sørger for at overføre kraften til krumtapakslen, når stemplet er på vej ned og omvendt.
En plejlstang, krumtap og noget forbundet til plejlstangens anden ende i forening, udgør og fungerer som en krumtapmekanisme.